# Diego Casale
Diego Casale (Torino, 29 maggio 1971) è un attore italiano.

## Biografia
Attore e cabarettista, è membro del duo comico Mammuth e autore di fiabe e spettacoli per bambini.
La sua formazione tocca le diverse espressioni dell'arte teatrale: dalla scrittura alla teatro-terapia, dal mimo all'espressione corporea alla clownerie.

### Teatro
Ha preso parte all'allestimento teatrale di grandi classici, da Luigi Pirandello a Stefano Benni per numerose compagnie teatrali e ha partecipato a spettacoli di teatro per ragazzi e numerosi programmi radiofonici.
Ha scritto e interpretato spettacoli di cabaret, tra i quali Microcabaret e È la mia volta? in duo con Fabio Rossini.

### Televisione
In televisione ha partecipato alla Melevisione interpretando il Re Quercia su Rai 3, a Scherzi a parte, Elisa di Rivombrosa, una puntata di Camera Café su Italia 1) e Zelig Circus, edizione 2006.
Nel 2007 ha recitato nella miniserie televisiva Chiara e Francesco, prodotta dalla Lux Vide e da Rai Fiction.
Nel 2014 partecipa alla seconda stagione della fiction della Rai 1 Fuoriclasse.
Nel 2016 partecipa alla terza puntata della prima stagione di Rocco Schiavone.

### Cinema
Al cinema ha ricoperto ruoli minori in diversi film tra cui Brokers - Eroi per gioco di Emiliano Cribari, Un Aldo qualunque di Dario Migliardi, Non ho sonno  di Dario Argento, Il trasformista di Luca Barbareschi e A/R Andata + Ritorno di Marco Ponti.
Ha anche preso parte al video musicale degli Sugarfree Cromosoma e nel 2018 al videoclip musicale dei Dupré Tutto e subito.
Nel 2020 è tra i protagonisti del film Ancora pochi passi di Pupi Oggiano, autore per il quale interpreta anche i successivi Nel ventre dell'enigma nel 2021, E tutto il buio che c'è intorno nel 2022 e Svanirà per sempre nel 2023.